# Péter Nádas

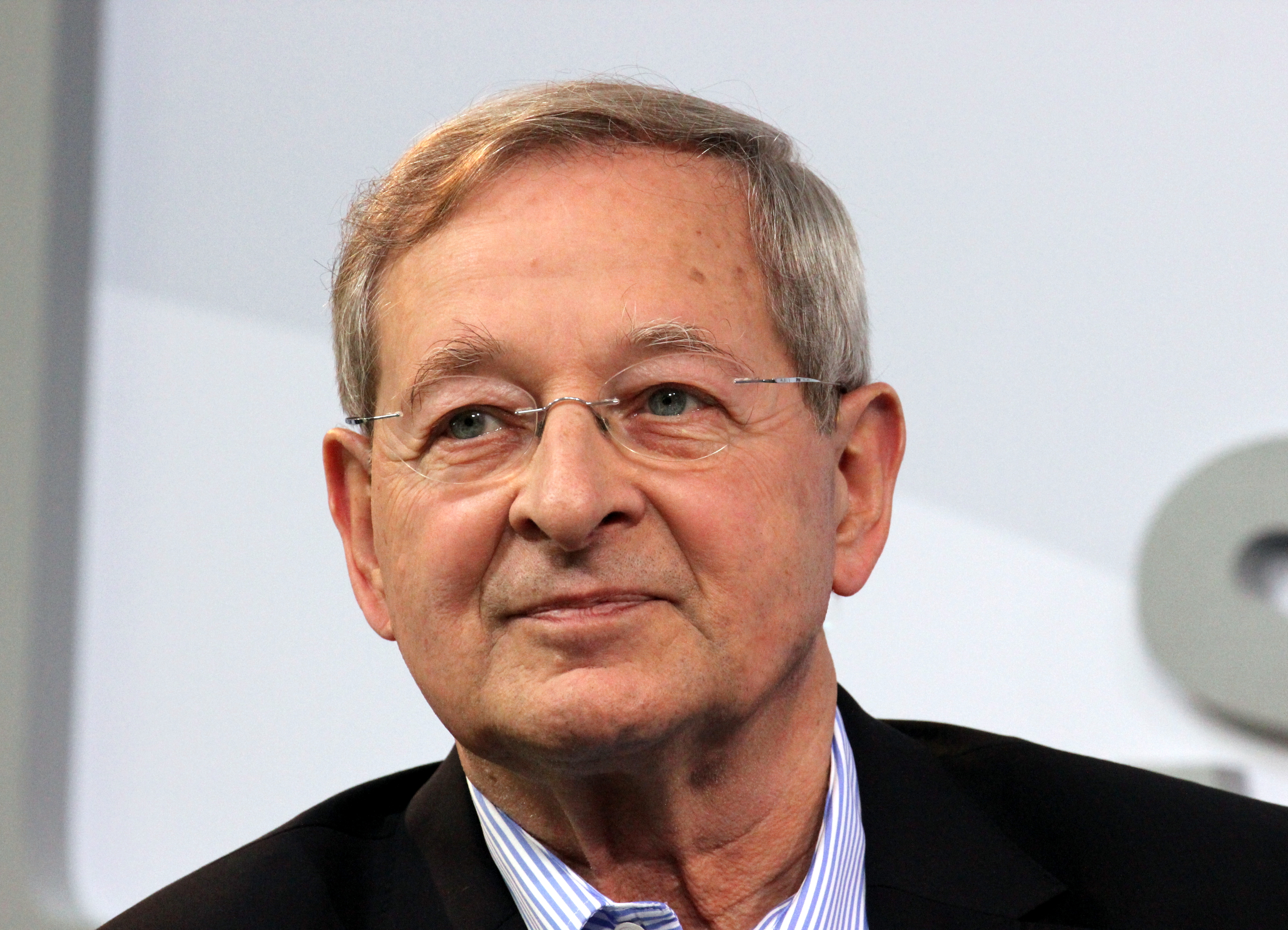
Péter Nádas auf der Frankfurter Buchmesse 2017

Péter Nádas [ˈpeːtɛr ˈnaːdɒʃ] (* 14. Oktober 1942 in Budapest) ist ein ungarischer Schriftsteller und Fotograf.

## Leben
Nádas entstammt einer jüdischen Familie. Die Vorfahren seines Großvaters mütterlicherseits Arnold Tauber waren über zehn Generationen mährische Rabbiner gewesen. Da seine Eltern während des Holocaust in der Illegalität lebten, wurde ein falscher Name in der Geburtsurkunde eingetragen. Seine Mutter starb noch vor der ungarischen Revolution an Krebs, sein Vater wählte 1958 den Freitod.
Den Tod seiner Mutter und den Suizid seines Vaters thematisierte er in seinem Roman "Buch der Erinnerung" von 1986 und den väterlichen Freitod erwähnt er in dem Werk Aufleuchtende Details. Memoiren eines Erzählers aus dem Jahr 2018. Der Vollwaise studierte zunächst Chemie und arbeitete lange Jahre als Fotograf und Fotoreporter. 1965 veröffentlichte er seine erste Erzählung in einer Zeitschrift, danach erschienen bis 1969 zwei Sammelbände mit Erzählungen. In der Folge wurde ein siebenjähriges Publikationsverbot über ihn verhängt. Seit 1985 betätigt er sich als freier Schriftsteller.
Von Januar 1981 bis Februar 1982 lebte er auf Einladung des DAAD in West-Berlin. Seit dem Jahr 2006 ist Péter Nádas Mitglied der Akademie der Künste in Berlin, Sektion Literatur. Darüber hinaus ist er Mitglied der Académie Européenne des Sciences, des Arts et des Lettres in Paris sowie der Széchenyi Akademie für Literatur und Kunst in Budapest.
Nádas ist seit 1990 mit Magda Salamon verheiratet, mit der er seit 1962 zusammenlebt. Heute wohnt und arbeitet er in Budapest und in Gombosszeg, einem Dorf im Komitat Zala.

## Arbeiten

### Fotografie
Im Jahr 2012 kuratierten Matthias Haldemann und Péter Nádas im Kunsthaus Zug eine Ausstellung von 150 Fotografien Nádas' und 200 weitere Fotografien ungarischer Künstler unter dem Titel In der Dunkelkammer des Schreibens. Übergänge zwischen Text, Bild und Denken.
Im Literaturmuseum der Moderne fand vom 6. Oktober 2015 bis zum 21. Februar 2016 die Ausstellung fluxus 33: Péter Nádas: Düsteres Idyll. Trost der deutschen Romantik statt. Die Ausstellung entstand durch Nádas’ Auseinandersetzung mit den Landschaftsfotografien des Schriftstellers und Holocaust-Überlebenden H.G. Adler, dessen Fotonachlass sich im Deutschen Literaturarchiv Marbach befindet.

## Werke
- Ende eines Familienromans. Suhrkamp, Frankfurt am Main 1979, ISBN 3-518-03724-2. Im Original: Egy családregény vége, 1977
- In Gottes Hand. Zwei Kapitel aus einer Chronik. Literarisches Colloquium, Berlin 1983, ISBN 3-920392-87-6. Im Original: Isten kezében ülünk
- Buch der Erinnerung. Rowohlt, Berlin 1991, ISBN 3-87134-023-5. Im Original: Emlékiratok könyve, 1986
- Heimkehr. Vom Schreiben am „Buch der Erinnerung“. Rowohlt, Berlin 1992, ISBN 3-87134-951-8.
- Zwiesprache. Vier Tage im Jahr 1989. Essay (mit Richard Swartz). Rowohlt Taschenbuch, Reinbek 1994, ISBN 3-499-13277-X. Im Original: Párbeszéd – négy nap ezerkilencszáznyolcvankilencben
- Von der himmlischen und der irdischen Liebe. Rowohlt, Berlin 1994, ISBN 3-87134-068-5. Im Original: Az égi és a földi szerelemröl, 1991
- Der Lebensläufer. Ein Jahrbuch. Rowohlt, Berlin 1995, ISBN 3-87134-078-2. Im Original: Évkönyv, 1989
- Liebe. Eine Erzählung. Rowohlt, Berlin 1996, ISBN 3-87134-230-0. Im Original: Szerelem
- Minotauros. Erzählungen. Rowohlt, Berlin 1997, ISBN 3-87134-222-X. Im Original: Minotaurus, 1997
- Heimkehr. Essays. Rowohlt Taschenbuch, Reinbek 1999, ISBN 3-499-22577-8. Im Original: Hazatérés
- Ohne Pause. Drei Stücke. Rowohlt Taschenbuch, Reinbek 1999, ISBN 3-499-22578-6.
- Etwas Licht. Steidl, Göttingen 1999, ISBN 3-88243-647-6.
- Schöne Geschichte der Fotografie. Berlin Verlag, Berlin 2001, ISBN 3-8270-0401-2. Im Original: A fotográfia szép története
- Der eigene Tod. Steidl, Göttingen 2002, ISBN 3-88243-838-X. Im Original: Saját halál, 2004
- Freiheitsübungen und andere Kleine Prosa. Berlin Verlag, Berlin 2004, ISBN 3-8270-0533-7. Im Original: Talált cetli, 1992
- Behutsame Ortsbestimmung. Berlin Verlag, Berlin 2006, ISBN 3-8270-0402-0.
- Spurensicherung. Berlin Verlag, Berlin 2007, ISBN 978-3-8270-0759-9.
- Heute. Erzählung und Fotografien. Verlag Thomas Reche, Neumarkt 2008, ISBN 978-3-929566-58-1.
- Die Bibel. Erzählung. Berlin Verlag, Berlin 2009, ISBN 978-3-8270-0712-4. Im Original: A Biblia, 1967
- Sirenengesang. Ein Satyrspiel. In: Theater Theater. Odyssee Europa. Aktuelle Stücke 20/10. Fischer Taschenbuch, Frankfurt am Main 2010, ISBN 978-3-596-18540-5. Im Original: Szirénének, 2010
- Schatten an Mauern. Photographien aus dem Zyklus Aufleuchtende Details und ein Romanauszug. Verlag Thomas Reche, Neumarkt 2010, ISBN 978-3-929566-88-8.
- Parallelgeschichten. Rowohlt, Reinbek 2012, ISBN 978-3-498-04695-8. Im Original: Párhuzamos történetek, 2005. ORF-Bestenliste April 2012.
- Arbor mundi. Nimbus, Wädenswil (Schweiz) 2012, ISBN 978-3-907142-68-4.
- Schattengeschichte – Lichtgeschichte. Fotografien. Nimbus, Wädenswil (Schweiz) 2012, ISBN 978-3-907142-69-1.
- In der Dunkelkammer des Schreibens. Übergänge zwischen Text, Bild und Denken. Nimbus, Wädenswil (Schweiz) 2012, ISBN 978-3-907142-75-2.
- Gombosszeg; mit Illustrationen von Susanne Theumer. Verlag Thomas Reche, Neumarkt 2014, ISBN 978-3-929566-98-7.
- Düsteres Idyll. Trost der deutschen Romantik. Marbacher Magazin 149, Marbach 2015, ISBN 978-3-944469-12-6. (Begleitbuch zur Ausstellung »fluxus 33. Péter Nádas. Düsteres Idyll. Trost der deutschen Romantik« im Literaturmuseum der Moderne)
- Aufleuchtende Details. Erinnerungen. Rowohlt, Reinbek 2017, ISBN 978-3-498-04697-2. Im Original: Világló részletek, 2017[9]
- Leni weint. Essays. Rowohlt, Reinbek 2018, ISBN 978-3-498-04699-6.
- Schreiben als Beruf. Rowohlt, Hamburg 2022, ISBN 978-3-498-00338-8.
- Schauergeschichten. Rowohlt, Hamburg 2022, ISBN 978-3-498-00228-2.[2] Im Original: Rémtörténetek, 2022

### Aufsätze
- Ein Ort dieses Namens „Im stummen Gemurmel der Toten“ – Auf der Suche nach Le Vernet. In: Lettre International, Nr. 71, Winter 2005
- Hauptlose Revolution. Ungarn 1956 – Aufbegehren der Masse und weltpolitische Vernunft. In: Lettre International, Nr. 75, Winter 2006
- Geheime Gesellschaften. In: Lettre International, Nr. 83, Winter 2008.
- Goldene Adele. Kakanische Rede über Opportunismus, Skandal, Kriminalität und Kunst. In: Lettre International, Nr. 87, Winter 2009.
- Der Stand der Dinge. Warum der Versuch einer dritten Modernisierung Ungarns nicht gelungen ist. In: Lettre International, Nr. 95, Winter 2011, S. 40–49.
- Dafür und Dagegen. Gefährdungen der Demokratie – über Individuelles und Kollektives, Einzelnes und Allgemeines. In: Lettre International, Nr. 103, Winter 2013, S. 27–30.
- Einige Gretchenfragen. In: Lettre International, Nr. 107, Winter 2014, S. 45–49.

## Auszeichnungen
- 1991: Österreichischer Staatspreis für Europäische Literatur
- 1992: Kossuth-Preis
- 1995: Leipziger Buchpreis zur Europäischen Verständigung
- 1999: Prix du Meilleur livre étranger für Buch der Erinnerung
- 2003: Franz-Kafka-Literaturpreis
- 2007: Komtur des Verdienstordens der Republik Ungarn
- 2010: Ehrenbürger von Budapest
- 2012: Brücke Berlin Literatur- und Übersetzerpreis für Parallelgeschichten, gemeinsam mit der Übersetzerin des Romans Christina Viragh
- 2012: Preis der SWR-Bestenliste[10]
- 2014: Würth-Preis für Europäische Literatur
- 2022: Berman Literaturpreis für Aufleuchtende Details[11]
- 2025: Pour le Merite

## Film
- Reihe: Europa und seine Schriftsteller: Ungarn erzählt von ... Péter Nádas und Péter Esterházy. Folge 5 der Reihe. Dokumentation. Frankreich 2013, 53 Min. Erstausstrahlung 4. Dezember 2013 auf Arte[12]